# European Trophy 2010
L'European Trophy 2010 è la prima edizione dell'European Trophy, torneo ad inviti estivo di hockey su ghiaccio per squadre di club europee. È la quinta edizione considerando anche quelle disputate con la denominazione di "Nordic Trophy", trofeo nato nel 2006. La stagione regolare prese il via l'11 agosto 2010 e si concluse il 28 agosto. I playoff si sono disputati fra il 3 ed il 5 settembre 2010 a Salisburgo e a Zell am See. La competizione fu vinta dai tedeschi dell'Eisbären Berlin, i quali si imposero per 5-3 contro l'HV71.
Per la prima volta il torneo fu aperto a squadre provenienti da altre nazioni, infatti negli anni precedenti il Nordic Trophy era riservato a squadre svedesi e finlandesi. Per questa edizione furono invitate formazioni svizzere, tedesche, austriache, norvegesi e ceche.

## Formato
Le 18 formazioni iscritte sono state suddivise secondo un criterio parzialmente geografico in due divisioni: la Divisione Capital, e la Divisione Central. Ciascuna divisione, composta da nove formazioni, prevede un girone all'italiana con sole gare di andata per un totale di otto partite giocate. Ogni formazione disputa quattro incontri in casa e quattro in trasferta. L'accesso ai playoff è garantito alle prime quattro squadre di ciascuna divisione; tuttavia il Red Bull Salisburgo, organizzatore dei playoff, ha garantito l'accesso alla fase finale del torneo, e qualora non riuscisse ad accedere ai primi quattro posti della Divisione sostituirebbe la peggiore quarta classificata del torneo.

### Partite
Se una partita si conclude in parità al termine del tempo regolamentare (60 minuti), si disputa un overtime di 5 minuti disputato in 4 contro 4. Se nessuna delle due squadre riesce a segnare nei 5 minuti di overtime di procedere con lo shootout, inizialmente con una serie obbligatoria di tre tiri per ciascuna squadra. Se dopo la serie di tre tiri si è ancora in parità si procede ad oltranza fino alla cosiddetta sudden death, quando una squadra riesce ad imporsi sull'altra.
Una squadra ottiene tre punti in caso di successo entro il tempo regolamentare, due punti per una vittoria all'overtime o allo shootout, un punto in caso di sconfitta all'overtime o allo shootout e nessun punto in caso di sconfitta al termine dei 60 minuti di gioco.

## Partecipanti
Divisione Capital
  Adler Mannheim
  Eisbären Berlino
  Djurgården
  Färjestad
  Linköping
  HIFK
  Jokerit
  Sparta Praga
  Vålerenga
Divisione Central
  Berna
  ZSC Lions
  Frölunda
  HV71
  Malmö
  Red Bull Salisburgo
  Oulun Kärpät
  Tappara
  TPS

## Fase a gironi
|  | Squadra qualificata per i playoff |

### Divisione Capital
| Pos. | Squadra          | Pt | G | V | VS | PS | P | GF | GS | DR  |
| ---- | ---------------- | -- | - | - | -- | -- | - | -- | -- | --- |
| 1.   | Eisbären Berlino | 17 | 8 | 5 | 1  | 0  | 2 | 30 | 21 | +9  |
| 2.   | Färjestad        | 15 | 8 | 5 | 0  | 0  | 3 | 26 | 25 | +1  |
| 3.   | Jokerit          | 14 | 8 | 4 | 1  | 0  | 3 | 20 | 15 | +5  |
| 4.   | Sparta Praga     | 13 | 8 | 4 | 0  | 1  | 3 | 22 | 16 | +6  |
| 5.   | Djurgården       | 12 | 8 | 3 | 1  | 1  | 3 | 23 | 18 | +5  |
| 6.   | HIFK             | 11 | 8 | 4 | 0  | 0  | 4 | 27 | 24 | +3  |
| 7.   | Adler Mannheim   | 11 | 8 | 3 | 0  | 2  | 3 | 20 | 24 | -4  |
| 8.   | Linköping        | 9  | 8 | 2 | 1  | 1  | 4 | 19 | 26 | -5  |
| 9.   | Vålerenga        | 5  | 8 | 1 | 1  | 0  | 6 | 20 | 38 | -18 |

### Divisione Central
| Pos. | Squadra             | Pt | G | V | VS | PS | P | GF | GS | DR  |
| ---- | ------------------- | -- | - | - | -- | -- | - | -- | -- | --- |
| 1.   | HV71                | 20 | 8 | 6 | 1  | 0  | 1 | 39 | 15 | +24 |
| 2.   | Berna               | 16 | 8 | 5 | 0  | 1  | 2 | 27 | 17 | +10 |
| 3.   | Oulun Kärpät        | 16 | 8 | 5 | 0  | 1  | 2 | 25 | 25 | 0   |
| 4.   | TPS                 | 15 | 8 | 4 | 1  | 1  | 2 | 25 | 25 | 0   |
| 5.   | Frölunda            | 14 | 8 | 3 | 2  | 1  | 2 | 31 | 31 | 0   |
| 6.   | Red Bull Salisburgo | 12 | 8 | 2 | 2  | 2  | 2 | 25 | 22 | +3  |
| 7.   | ZSC Lions           | 8  | 8 | 2 | 1  | 0  | 5 | 23 | 29 | -6  |
| 8.   | Tappara             | 5  | 8 | 1 | 0  | 2  | 5 | 16 | 30 | -14 |
| 9.   | Malmö               | 2  | 8 | 0 | 1  | 0  | 7 | 12 | 29 | -17 |

## Playoff
I playoff, noti anche come "Red Bulls Salute", hanno avuto luogo presso l'Eisarena Salzburg di Salisburgo e l'Eishalle Zell am See di Zell am See fra il 3 ed il 5 settembre 2010; la finale del torneo è stata disputata nella Eisarena Salzburg.
| Eisarena Salzburg | Eishalle Zell am See |
| Capienza: 3.200   | Capienza: 3.200      |
|                   |                      |

### Tabellone
|  | Quarti di finale | Quarti di finale    | Quarti di finale |                  |                  | Semifinali       | Semifinali | Semifinali |       |                 | Finale          | Finale          | Finale |  |
|  |                  |                     |                  |                  |                  |                  |            |            |       |                 |                 |                 |        |  |
|  | CE6              | Red Bull Salisburgo | 4                |                  |                  |                  |            |            |       |                 |                 |                 |        |  |
|  | CE6              | Red Bull Salisburgo | 4                |                  |                  |                  |            |            |       |                 |                 |                 |        |  |
|  | CE1              | HV71                | 5                |                  |                  |                  |            |            |       |                 |                 |                 |        |  |
|  | CE1              | HV71                | 5                |                  | HV71             | HV71             | 6          |            |       |                 |                 |                 |        |  |
|  |                  |                     |                  |                  | HV71             | HV71             | 6          |            |       |                 |                 |                 |        |  |
|  |                  |                     | Färjestad        | Färjestad        | 2                |                  |            |            |       |                 |                 |                 |        |  |
|  | CA2              | Färjestad           | Färjestad        | Färjestad        | 2                | 4                |            |            |       |                 |                 |                 |        |  |
|  | CA2              | Färjestad           |                  |                  |                  |                  |            |            |       |                 |                 |                 |        |  |
|  | CE3              | Oulun Kärpät        | 1                |                  |                  |                  |            |            |       |                 |                 |                 |        |  |
|  | CE3              | Oulun Kärpät        | 1                |                  | HV71             | HV71             | 3          |            |       |                 |                 |                 |        |  |
|  |                  |                     |                  |                  |                  |                  |            |            |       |                 |                 |                 |        |  |
|  |                  |                     | Eisbären Berlino | Eisbären Berlino | 5                |                  |            |            |       |                 |                 |                 |        |  |
|  | CA1              | Eisbären Berlino    | Eisbären Berlino | Eisbären Berlino | 5                | 4                |            |            |       |                 |                 |                 |        |  |
|  | CA1              | Eisbären Berlino    |                  |                  |                  | 4                |            |            |       |                 |                 |                 |        |  |
|  | CE4              | TPS                 | 1                |                  |                  |                  |            |            |       |                 |                 |                 |        |  |
|  | CE4              | TPS                 | 1                |                  | Eisbären Berlino | Eisbären Berlino | 5          |            |       | Finale 3º posto | Finale 3º posto | Finale 3º posto |        |  |
|  |                  |                     |                  |                  | Eisbären Berlino | Eisbären Berlino | 5          |            |       |                 |                 |                 |        |  |
|  |                  |                     | Berna            | Berna            | 1                |                  |            |            |       |                 |                 |                 |        |  |
|  | CE2              | Berna               | Berna            | Berna            | 1                | 2                |            |            | Berna | Berna           | 3               |                 |        |  |
|  | CE2              | Berna               |                  |                  |                  |                  |            |            | Berna | Berna           | 3               |                 |        |  |
|  | CA3              | Jokerit             | 0                |                  |                  | Färjestad        | Färjestad  | 1          |       |                 |                 |                 |        |  |

### Quarti di finale
| Salisburgo 3 settembre 2010, ore 17:30 UTC+2 | Färjestad | 4 – 1 (1-1; 2-0; 1-0) referto | Oulun Kärpät | Eisarena Salzburg |

| Zell am See 3 settembre 2010, ore 17:30 UTC+2 | Berna | 2 – 0 (1-0; 0-0; 1-0) referto | Jokerit | Eishalle Zell am See |

| Salisburgo 3 settembre 2010, ore 20:45 UTC+2 | Red Bull Salisburgo | 4 – 5 (0-0; 2-1; 2-4) referto | HV71 | Eisarena Salzburg |

| Zell am See 3 settembre 2010, ore 20:45 UTC+2 | Eisbären Berlin | 4 – 1 (1-0; 3-0; 0-1) referto | TPS | Eishalle Zell am See |

### Semifinali
| Salisburgo 4 settembre 2010, ore 20:45 UTC+2 | HV71 | 6 – 2 (2-1; 2-0; 2-1) referto | Färjestad | Eisarena Salzburg |

| Zell am See 4 settembre 2010, ore 20:45 UTC+2 | Eisbären Berlin | 5 – 1 (0-0; 2-1; 3-0) referto | Berna | Eishalle Zell am See |

### Finale 7º/8º posto
| Zell am See 5 settembre 2010, ore 14:15 UTC+2 | TPS | 9 – 5 (2-1; 1-0; 1-1) referto | Red Bull Salisburgo | Eishalle Zell am See |

### Finale 5º/6º posto
| Zell am See 5 settembre 2010, ore 17:30 UTC+2 | Oulun Kärpät | 2 – 4 (2-1; 3-0; 0-2) referto | Jokerit | Eishalle Zell am See |

### Finale 3º/4º posto
| Salisburgo 5 settembre 2010, ore 17:30 UTC+2 | Berna | 3 – 1 (0-1; 1-0; 2-0) referto | Färjestad | Eisarena Salzburg (1.400 spett.) |

### Finale
| Salisburgo 5 settembre 2010, ore 20:45 UTC+2 | HV71 | 3 – 5 (0-2; 3-2; 0-1) referto | Eisbären Berlin | Eisarena Salzburg (1.400 spett.) |

## Statistiche

### Classifica marcatori
Aggiornata al 5 settembre 2010.
| Giocatore             | Squadra             | PG | Gol | Assist | Punti |
| --------------------- | ------------------- | -- | --- | ------ | ----- |
| André Petersson       | HV71                | 11 | 8   | 7      | 15    |
| Brett McLean          | Berna               | 11 | 6   | 8      | 14    |
| Kamil Kreps           | Oulun Kärpät        | 11 | 2   | 11     | 13    |
| Kris Beech            | HV71                | 10 | 3   | 9      | 12    |
| Sami Venäläinen       | TPS                 | 11 | 7   | 5      | 12    |
| Mario Valery-Trabucco | TPS                 | 11 | 6   | 6      | 12    |
| Kristian Kuusela      | Oulun Kärpät        | 11 | 5   | 7      | 12    |
| Thomas Koch           | Red Bull Salisburgo | 11 | 4   | 8      | 12    |
| Ville Vahalahti       | TPS                 | 11 | 1   | 11     | 12    |
| Jeff Friesen          | Eisbären Berlino    | 11 | 7   | 4      | 11    |
|                       |                     |    |     |        |       |

### Classifica portieri
Aggiornata al 5 settembre 2010.
| Giocatore             | Squadra          | PG | MGS  | Sv%   |
| --------------------- | ---------------- | -- | ---- | ----- |
| Mark Owuya            | Djurgården       | 4  | 1.38 | 95.24 |
| Daniel Larsson        | HV71             | 7  | 1.61 | 95.09 |
| Rob Zepp              | Eisbären Berlino | 11 | 1.86 | 93.84 |
| Christopher Nihlstorp | Färjestad        | 7  | 2.21 | 92.59 |
| Jani Nieminen         | Tappara          | 4  | 2.98 | 92.31 |
|                       |                  |    |      |       |

## Classifica finale

### Vincitori
| Campioni dell'European Trophy 2010 Eisbären Berlin | Portieri: Rob Zepp, Kevin Nastiuk Difensori: Jens Baxmann, Dominik Bielke, Constantin Braun, Steve Hanusch, Frank Hördler, Benjamin Hüfner, Richie Regehr, Jimmy Sharrow, Thomas Supis, Derrick Walser Attaccanti: Laurin Braun, Florian Busch, Mads Christensen, Sven Felski (A), Jeff Friesen, Chris Hahn, Tyson Mulock, T. J. Mulock, Denis Pederson (A), Patrick Pohl, André Rankel (A), Stefan Ustorf (C), Alexander Weiß, Daniel Weiß Staff Tecnico: Don Jackson (Allenatore), Vince Malette (Ass. allenatore), Hartmut Nickel (Ass. Allenatore) |